# チェディペ
チェディペ（Chedipe、文字通り「売春婦」）は、インドのゴーダーヴァリ川周辺の地域の民間伝承に登場する女性の吸血鬼。それは、ヒンドゥー教の神殿の神に捧げられ、しばしば神殿の売春婦として従事したデーヴァダーシーと関係がある。出産や自殺などの非情な死を遂げた女性や売春婦は、チェディペになる可能性がある。チェディペは時々アンデッドとして特徴付けられる。
チェディペは、月明かりに照らされた夜に虎に乗っている下品な女性として説明されている。典型的なチェディペの話は、彼女が家を選び、魔法のように家の施錠されたドアを強制的に開いて、裸になってそこに入る所から始まる。彼女は家の住人に魔法をかけ、彼らを深い眠りにつける。彼女はそれから爪先を通して家の全ての男性から血を吸う。
いくつかの伝説では、彼女は家で最も強い男だけを楽しむという。他の伝説では、チェディペは嫌いな男性だけを標的にしていると示唆されている。朝、チェディペの犠牲者は、チェディペの訪問の記憶がないまま、睡眠から目覚める。彼は活力を奪われ、翌日中ずっと不安定になり、少しふらつくだろう。彼が何の対処もしない場合、チェディペは戻ってくる。別の物語では、彼女は犠牲者が血液とエネルギーの喪失から回復する前に繰り返し戻ってきて、犠牲者をさらに弱体化させると説明されている。犠牲者は治療を受けない場合、干からびて死ぬ。
チェディペはまた、多くの場合、眠っている犠牲者と性交を行い、犠牲者の妻の心に不貞の疑念をもたらす。これは家族の夫婦間の一体感を打ち砕き、家族の愛と信頼を終わらせる。結果として生じる悲しみと痛みにチェディペは喜ぶ。彼女はまた、犠牲者の舌を抜いて、即座に殺すかもしれない。チェディペはまた、男性の皮膚に傷を負わせ、そこから火のように熱い棒を挿入する可能性がある。
時々、チェディペは服を脱ぎ、片足だけ人間の脚をした虎に変わり、森の中で男性を攻撃する。この形態はムルルプリ（Murulupuli、魅惑的な虎）として知られている。男が武器で迎え撃った場合、彼女は逃げる。誰かが彼女を虎の形で認識した場合、彼女は自分の本当の形になり、ジャングルの根を掘っているふりをする。